# La Junta
La Junta é uma cidade localizada no estado americano do Colorado, no Condado de Otero.

## Demografia
Segundo o censo americano de 2000, a sua população era de 7568 habitantes.
Em 2006, foi estimada uma população de 7242, um decréscimo de 326 (-4.3%).

## Geografia
De acordo com o United States Census Bureau tem uma área de
7,4 km², dos quais 7,4 km² cobertos por terra e 0,0 km² cobertos por água. La Junta localiza-se a aproximadamente 1235 m acima do nível do mar.

## Localidades na vizinhança
O diagrama seguinte representa as localidades num raio de 32 km ao redor de La Junta.